# Йордан Иванов (кмет)
Вижте пояснителната страница за други личности с името Йордан Иванов.
Йордан Иванов Първанов е български политик, адвокат, кмет на Фердинанд през периода (1944 – 1945 г.), член на БЗНС и на неговите ръководни органи, участник в Септемврийското въстание 1923 г. и в установяването на властта на Отечествения фронт на 9 септември 1944 г., околийски и окръжен съветник в Михайловград, народен представител (1949 – 1956 г.)

## Биография
Роден е на 21 ноември 1891 г. в с. Горно Церовене, Фердинандска околия, и произхожда от фамилията Каменовци. Неговият баща Иван Първанов Каменов е учител, кооперативен деятел, окръжен организатор на БЗНС, депутат в XX Обикновено народно събрание по времето на Александър Стамболийски, председател на революционния комитет в селото, убит след поражението на Септемврийското въстание 1923 г.

Учи в родното си село и във Фердинанд, а средно образование завършва във Врачанската мъжка гимназия „Княз Борис“ през 1915 г. По време на войните 1912 – 1918 г. участва в бойните действия и има чин запасен поручик. През 1920 г. завършва Софийския университет „Св. Климент Охридски“ по специалността „правни и държавни науки“. Работи във Фердинанд като адвокат. През периода 7 юни – 20 юли 1923 г. е председател на общинската тричленна комисия в града и заместник-околийски управител. По време на Септемврийското въстание е член на Околийския революционен комитет, след въстанието емигрира в Ниш, Югославия, където остава до амнистията през 1937 г. Има присъда от 15 години лишаване от свобода и две смъртни присъди. След амнистията се завръща в България и работи като адвокат. От 1953 до 1959 г. е юрисконсулт в Околийския народен съвет Михайловград. Умира на 17 февруари 1963 г. в Михаайловград.

## Политическа дейност
За кмет на града е назначен със заповед на врачанския областен директор от 3 ноември 1944 г., заедно с помощник-кмета Камен Димов и петима съветници. Най-важното решение на местната управа от този период е решението за преименуване на града от Фердинанд в Христо Михайлов, отразено в първия ѝ протокол от 8 ноември същата година. В същия ден са пренесени и погребани в града тленните останки на комунистическия функционер Христо Михайлов. На свикания по този повод митинг, присъстващите одобряват решението за преименуване на града. Комисията за наименованията към Министерството на народното просвещение не одобрява предложения вариант и взема решение градът да се именува Михайловград, което е публикувано в постановление на Министерския съвет от 13 март 1945 г. Под ръководство на ОФ в града се извършва прочистване на местния апарат от „фашистки елементи“, по същото време в града действа и състав на Врачанския окръжен съд, който осъжда представители на бившата административна и полицейска власт на смърт или лишаване от свобода и конфискуване на имуществото им. Освен с политическа дейност кметската власт се занимава и с преодоляване на тежката следвоенна обстановка и благоустрояване на селището. Приет е бюджета за 1945 г. и Програма минимум за извеждане на града от крайно лошото му състояние. Взето е решение за сключване на заем от 400 000 лв. от Фердинандската популярна банка за довършване сградата на гимназията. Изградена е комисия за провеждане на Заема на свободата, в града е обявена жилищна криза поради засилената миграция от селата. През лятото на 1945 г. Околийският комитет на ОФ преценява, че кметът допуска пропуски в своята работа и на 31 юли взема решение за неговото отзоваване, с което завършва и кметската му дейност. В протокола на Околийския комитет на ОФ се посочва, че искане за освобождаването му е постъпило от Околийската земеделска дружба в града.

През годините на управлението му се извършва преименуване на града по политически причини на Михайловград, прочистване на местните органи на власт от привърженици на бившия режим, обявена е жилищна криза и е приета програма минимум за извеждане на града от крайно лошото му състояние. На 27 декември 1944 г. е посрещната в града IX дивизионна картечна дружина след участието ѝ в първата фаза на войната срещу хитлеристка Германия.

След напускане на кметската длъжност е избиран за секретар и завеждащ агитация и пропаганда на Околийския комитет на ОФ в Михайловград, околийски съветник и подпредседател на Околийския народен съвет, народен представител (1949 – 1956 г.), окръжен съветник, председател на Околийската земеделска дружба и член на Окръжната дружба на БЗНС във Враца.